# Rudolf Weißer
Rudolf Weißer (* 10. Oktober 1910 in Chemnitz; † 2. September 1981 in Karl-Marx-Stadt) war ein deutscher Architekt.

## Leben und Werk
Zur Herkunft, Ausbildung und Tätigkeit Weißers vor 1945 lagen keine Informationen vor. In der DDR war Weißer Chefarchitekt von Karl-Marx-Stadt. Zu den bedeutendsten Projekten des von ihm geleiteten Architekten-Kollektivs gehörten das Wohngebiet „Hans Beimler“ (insbesondere mit Nikolaus Griebel) und der von 1969 bis 1974 erbaute Komplex der Stadthalle Chemnitz mit dem Hochhaus des In-terhotels „Kongreß“ und einer dazu gehörenden Parkanlage mit Wasserspielen und einem über eine Hochstraße erreichbaren Parkdeck. Hotel und Stadthalle gehören zu den bedeutenden Zeugnissen der DDR-Moderne und stehen unter Ensembleschutz. Weitere wichtige Projekte waren u. a. die 1960 fertiggestellte damalige Juri-Gagarin-Oberschule in der Lutherstraße und das 1980 eröffnete Schauspielhaus.